# Līvu Alus
Līvu Alus is een Letse brouwerij in Liepāja.

## Geschiedenis
Op 12 juni 1948 werd door Edgars Kauliņš brouwerij Lāčplēša alus opgericht in een boerderij in Lielvārde. De eerste brouwer Pēteris Žvagins brouwde in kleine hoeveelheden. Door de populariteit van hun bieren in de jaren 1970 en 1980 stonden er lange wachtrijen om het bier te bekomen voor de midzomerviering. De onafhankelijke brouwerij Līvu Alus werd in 2000 opgericht in Liepāja en werd al snel de derde grootste brouwerij van het land. In 2005 kwam brouwerij Lāčplēša alus in handen van de Deense brouwerijgroep Royal Unibrew. In januari 2008 kwam ook brouwerij Līvu Alus in handen van de brouwerijgroep. Na investeringen in de nieuwe brouwerij werd de productie een paar maanden later overgeheveld naar Liepāja en de brouwerij in Lielvārde gesloten.

## Bieren
- Lāčplēsis
- Līvu